# Fluortest
Fluortest (fluor + test) je metoda kojom se određuje relativna starost nekog fosila na temelju sadržaja fluora u njemu. Zasniva se na pojavi da fosilizirana kost postepeno preuzima fluor iz vode koja se nalazi u okolini te formira vrlo stabilan spoj fluorapatit. Stariji fosili iz sedimenata geološke prošlosti sadržavaju veći postotak fluora od mlađih.